# Капитуляция Северовирджинской армии

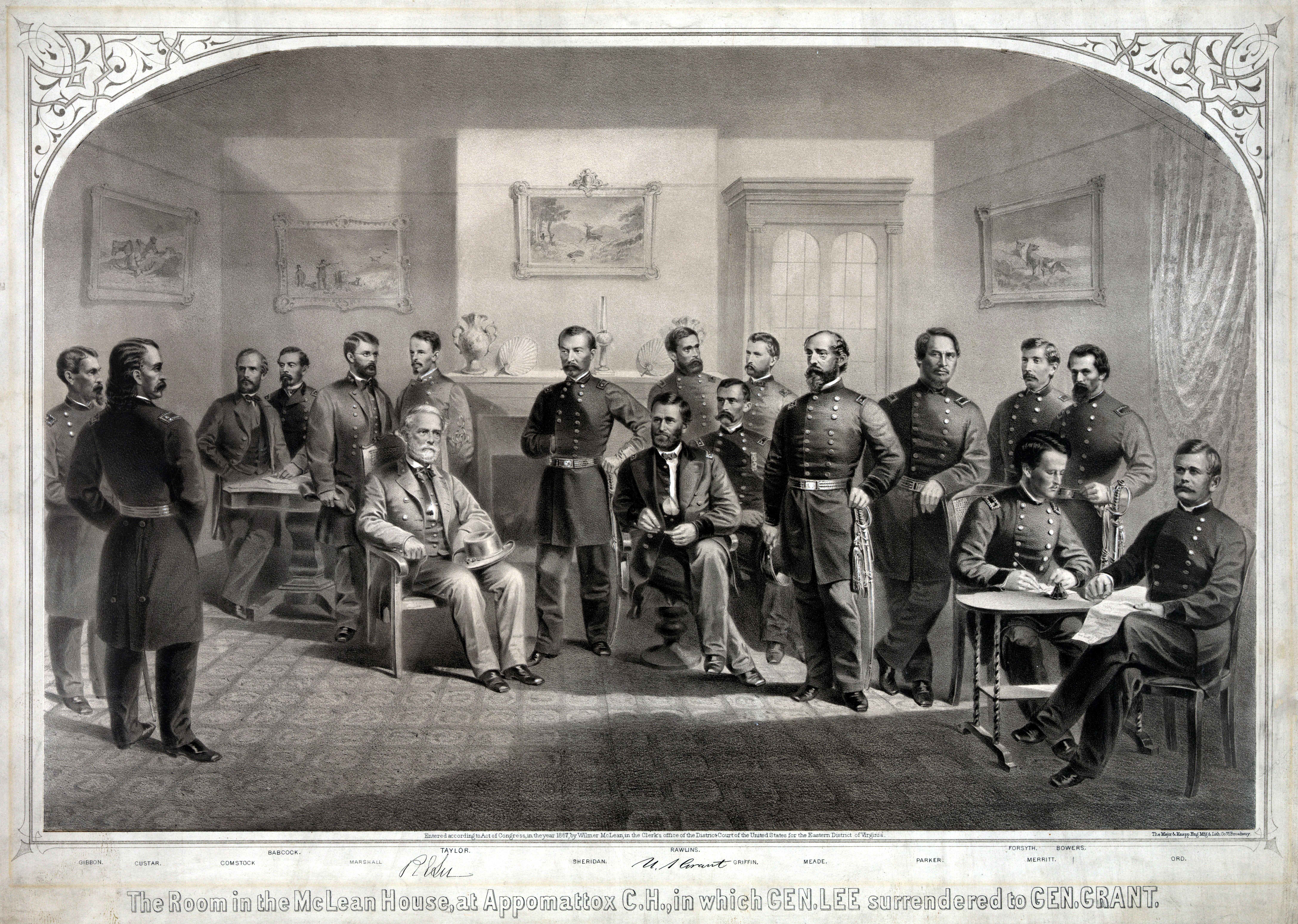
Капитуляция Ли в Аппоматтоксе. Изображены слева направо: Джон Гиббон, Джордж Кастер, Кирус Комсток, Орвилль Бэбкок, Чарльз Маршалл, Вальтер Тейлор, Роберт Ли, Филип Шеридан, Улисс Грант, Джон Роулинс, Чарльз Гриффин, Чемберлен? Джордж Мид, Эли Паркер, Джеймс Форсит, Уэсли Мэрритт, Теодор Боуэрс и Эдвард Орд

Капитуляция Северовирджинской армии, иначе Капитуляция при Аппоматтоксе (Surrender at Appomattox) произошла вечером 9 апреля 1865 года на территории округа Аппоматтокс в штате Вирджиния через несколько часов после сражения при Аппоматтоксе. Главнокомандующий Северовирджинской армии генерал Роберт Ли встретился с федеральным главнокомандующим Улиссом Грантом и согласовал условия капитуляции, в результате чего 28 231 солдат Северовирджинской армии сложили оружие и были отпущены домой под обещание не воевать против федеральной армии. Процедура капитуляции завершилась 15 апреля, после чего военнослужащие Северовирджинской армии разошлись по домам.
Эта капитуляция завершила Аппоматтокскую кампанию, а также инициировала капитуляцию других армий Конфедерации, что привело к завершению Гражданской войны в США. Со временем именно капитуляция при Аппоматтоксе стала восприниматься как символический конец Гражданской войны, а день капитуляции — как день её завершения.

## Предыстория
К началу апреля 1865 года Северовирджинская армия генерала Роберта Ли находилась в полуокружении в Питерсберге. 2 апреля генерал Грант приказал начать генеральную атаку укреплений Питерсберга силами нескольких корпусов, и ему удалось осуществить прорыв на участке корпуса Эмброуза Хилла. Генерал Хилл погиб в ходе этого прорыва. Только героическая оборона форта Грегг позволила генералу Ли удержать Питерсберг в тот день. После наступления темноты Ли, уже не видя никакой возможности держать фронт, предложил президенту Конфедерации Дэвису эвакуировать Питерсберг и Ричмонд.
3 апреля Северовирджинская армия, численностью около 30 000 человек, начала отступать от Ричмонда на запад. 4 апреля она пришла к Амелия-Кортхауз, где предполагалось встретить обозы с продовольствием, однако их на месте не оказалось. Ли сделал остановку, чтобы дать армии время на фуражировку. Так как путь на Данвилл оказался отрезан, Ли решил двигаться на Линчберг. Правительство обещало ему доставить продовольствие в Фармвилл, находившийся в 40 километрах на запад.
6 апреля часть Северовирджинской армии, численностью около 8000 человек, была отрезана от основной армии и разбита в сражении при Сайлерс-Крик. Ли потерял почти треть от своей 30-тысячной армии. В плен попали генералы Юэлл, Кершоу, Монгомери Корсе, Эппа Хантон, Сет Бартон, Джеймс Симмс и другие. Впоследствии Грант вспоминал, что встретился с неким доктором Смитом, который общался с пленным генералом Юэллом. Юэлл утверждал, что, по его мнению, дело Юга проиграно, и имеет смысл договариваться о капитуляции. Ли едва ли согласится на капитуляцию, но он, Юэлл, может попробовать склонить к этому президента. Утром 7 апреля Грант прибыл в Фармвилл, где Шеридан сообщил ему о своём намерении атаковать Аппоматтокс и захватить стоящие там обозы. По словам Гранта, именно это сообщение и разговор с доктором Смитом навели его на мысль вступить в переписку с генералом Ли.
7 апреля, в 20:30 или немного позже, когда Ли находился в районе боевых линий генерала Махоуна, появился курьер, который передал письмо от генерала Гранта, написанное в тот же день, в 17:00:

Штаб Армии Соединённых Штатов

7 апреля 1865 — 17:00

Генералу Р. Э. Ли,

Командующему армией КШ:
Генерал: события последней недели должны были убедить вас в безнадёжности дальнейшего сопротивления Северовирджинской армии. Я чувствую, что это именно так, и хотел бы снять с себя ответственность за последующее кровопролитие и прошу вас сдать мне ту часть армии Конфедерации, которая известна как Северовирджинская армия.
С большим уважением, ваш покорный слуга,

У. С. Грант

генерал-лейтенант,

Командующий армией Соединённых штатов.
Оригинальный текст (англ.)– Headquarters Armies of the United States.

April 7, 1865 — 5 P.M.

General R. E. Lee,

Commanding C. S. Army:
General: The results of the last week must convince you of the hopelessness of further resistance on the part of the Army of Northern Virginia in this struggle. I feel that it is so, and regard it as my duty to shift from myself the responsibility of any further effusion of blood, by asking of you the surrender of that portion of the C. S. Army known as the Army of Northern Virginia.
Very respectfully, your obedient servant,

U. S. Grant,

Lieutenant-General,

Commanding Armies of the United States.
— 7-я глава IV тома биографии генерала Ли (Дуглас С. Фриман)
Ли молча прочитал письмо и показал его Лонгстриту. Лонгстрит сказал: «Ещё не время». Не комментируя слова Лонгстрита, Ли достал лист бумаги и написал на нём ответ:

7 апр. '65 

Генл
Я получил ваше письмо от этого числа. Не разделяя высказанное вами мнение о безнадёжности дальнейшего сопротивления Северовирджинской армией — я разделяю ваше желание избежать кровопролития, однако, до обсуждения вашего предложения, хотел бы знать условия, на которых вы предлагаете капитуляцию.
С большим уважением, ваш покорный слуга,

Р. Э. Ли

Ген.-лейт. Гранту,

Командующему армиями Соединённых Штатов
Оригинальный текст (англ.)– 
7th Apl '65 

Genl
I have recd your note of this date. Though not entertaining the opinion you express of the hopelessness of further resistance on the part of the Army of N. Va. — I reciprocate your desire to avoid useless effusion of blood, & therefore before Considering your proposition, ask the terms you will offer on Condition of its Surrender.
Very respy your obt. Servt  

R. E. Lee 

Lt. Genl. U. S. Grant 

Commg Armies of the U. States1.
— 8-я глава IV тома биографии генерала Ли (Дуглас С. Фриман)
Письмо было сразу же передано федеральному офицеру, которым оказался Сет Уильямс, в прошлом друг генерала Ли, с которым они вместе служили в Вест-Пойнте. Это письмо не вполне удовлетворило Гранта, но он решил, что оно как минимум даёт повод продолжить переписку, и написал новое письмо:

Генералу Р. Э. Ли

Командующему КША
Ваше сообщение от прошлого вечера в ответ на моё того же дня с вопросом об условиях, на которых я приму капитуляцию Северовирджинской армии мной только что получено. В ответ могу сказать, что мир — моё главное желание, и я настаиваю только на одном условии, а именно: все сдавшиеся рядовые и офицеры не поднимут оружие против Правительства Соединённых Штатов, пока их не обменяют. Я встречусь с вами или выделю офицеров для встречи с офицерами, которых вы выделите для этой цели, в любом удобном нам месте, для обсуждения условий, на которых капитуляция Северовирджинской армии может быть осуществлена.
У. С. Грант

генерал-лейтенант
Оригинальный текст (англ.)– 
GENERAL R. E. LEE

Commanding C. S. A.
Your note of last evening in reply to mine of same date, asking the condition on which I will accept the surrender of the Army of Northern Virginia is just received. In reply I would say that, peace being my great desire, there is but one condition I would insist upon, namely: that the men and officers surrendered shall be disqualified for taking up arms again against the Government of the United States until properly exchanged. I will meet you, or will designate officers to meet any officers you may name for the same purpose, at any point agreeable to you, for the purpose of arranging definitely the terms upon which the surrender of the Army of Northern Virginia will be received.
U. S. GRANT, 

Lieut.-General.
— Ulysses S. Grant, Personal Memoirs, Chapter LXVI
Это письмо было доставлено за линии Северовирджинской армии в полдень 8 апреля, но дошло до генерала Ли только после захода солнца. Полковник Венейбл нашёл свечу, и в её свете Ли прочитал письмо Гранта. «Что бы вы ответили на такое письмо?» — спросил он Венейбла. «Я бы не отвечал на такое письмо», — ответил Венейбл. «Но ответить надо», — сказал Ли и составил ответ. Он написал, что не готов рассматривать вопрос о капитуляции, однако готов встретиться для обсуждения перемирия на следующий день в 10:00 на нейтральной территории.

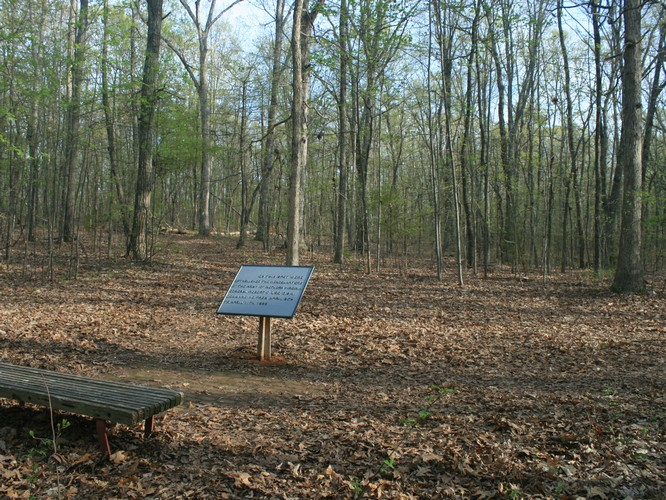
Место, где находился штаб генерала Ли вечером 8 апреля

Когда это происходило, передовая дивизия Гордона находилась на расстоянии мили от окружного суда Аппоматтокса, корпус Лонгстрита шёл за ним, а арьергарды Лонгстрита находились в 6 милях от Аппоматтокса. Ли свернул влево с дороги, в лес, и устроил лагерь на расстоянии двух миль от Аппоматтокса. В 21:00 послышалась артиллерийская стрельба, и вскоре стало известно, что впереди по ходу движения армии обнаружены федеральные войска. Генерал Ли собрал у себя в лагере Лонгстрита, Гордона и Фицхью Ли, зачитал им переписку с Грантом и спросил их мнения по этому вопросу. Было решено атаковать позиции противника и если там окажется только кавалерия, то отбросить её и прорываться дальше. Если же там обнаружатся пехотные части, то не останется ничего другого, как сдаваться.
Прорыв был назначен на 03:00 9 апреля, однако только в 05:00 началось наступление, известное как сражение при Аппоматтоксе. Корпус Гордона, двигаясь на запад, прошёл Аппоматтокс, отбросил пикетную цепь федералов и расчистил дорогу для обозов армии, но обнаружил, что ему навстречу движутся крупные массы федеральной пехоты. Ли отправил к Гордону полковника Венейбла, чтобы узнать положение вещей, и Гордон сообщил ему, что ничего не сможет сделать без помощи корпуса Лонгстрита. Венейбл передал эти слова генералу Ли. «Мне ничего не остаётся, — сказал Ли, — кроме как идти на встречу с генералом Грантом, хотя лучше бы я умер тысячу раз».
Примерно в это самое время федеральный генерал Джордж Кастер явился к Лонгстриту под белым флагом и сказал: «От имени генерала Шеридана я требую безоговорочной капитуляции этой армии». Кастер повторил это дважды, и только после второго раза Лонгстрит ответил: «Я не командую этой армией. А если бы командовал, то не стал бы сдаваться генералу Шеридану».

## Подготовка

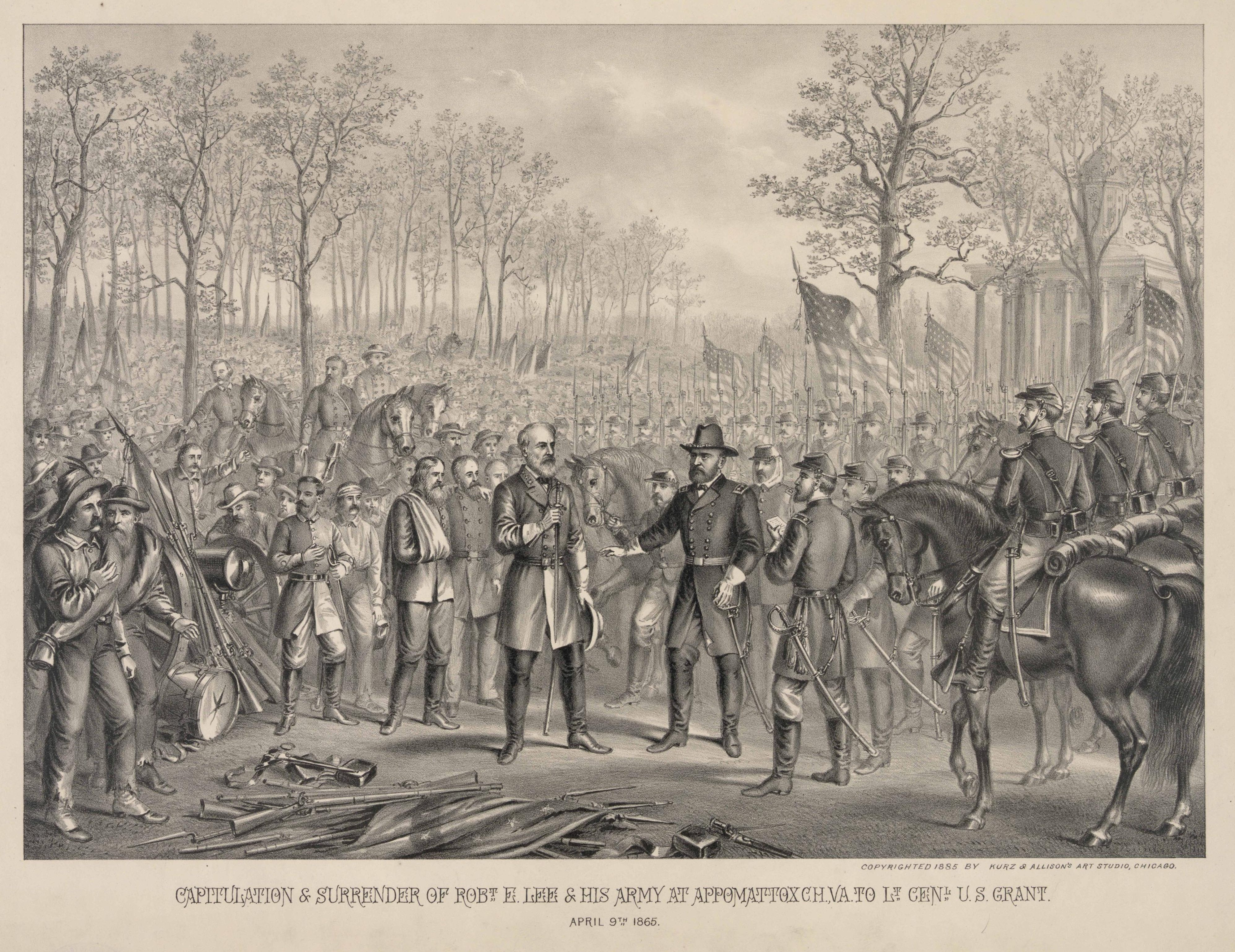
Капитуляция генерала Ли в представлении художника 1885 года (на картине Ли отдаёт Гранту шпагу)

Приняв решение о капитуляции, Ли первым делом вызвал Лонгстрита и изложил ему положение вещей: корпус Гордона блокирован, продовольствия нет, Потомакская армия уже приблизилась к арьергардам. Он спросил мнения Лонгстрита, на что тот ответил вопросом — можно ли помочь хоть чему-нибудь, пожертвовав Северовирджинской армией. Ли ответил, что он так не думает. «Ситуация говорит сама за себя», — сказал Лонгстрит. Ли задал тот же вопрос Уильяму Махоуну, и тот присоединился к мнению Лонгстрита. Генерал Эдвард Александер на аналогичный вопрос Ли предложил продолжать попытки прорыва. Ли ответил, что боеспособность сохранили только дивизии Филда и Махоуна, и тогда Александер предложил свой вариант: уйти в лес вместе с оружием и разойтись по своим штатам, чтобы продолжить там партизанскую войну. По его мнению, это позволяло каждому штату отдельно оговорить для себя почётные условия капитуляции. Кроме того, сказал он, унизительно было бы спрашивать условия капитуляции у Гранта по прозвищу «Безоговорочная капитуляция». Ли заметил, что в армии осталось всего 15 000 мушкетов, чего явно мало для партизанской войны, кроме того, существует опасность того, что голодные солдаты без контроля со стороны офицеров создадут криминогенную обстановку в стране. Александер впоследствии писал, что ему даже стало неловко за то, что он предложил Ли этот план.
Последним в лагерь подошёл Вальтер Тейлор, которому Ли сказал, что хочет избежать ненужного кровопролития и поэтому собирается поехать на встречу с Грантом, и попросил Тейлора сопровождать его. Примерно в 08:30 Ли сел верхом на Бродягу и отправился на место встречи — на нейтральную полосу на ричмондской дороге. Его сопровождали Тейлор, Маршалл и сержант Такер. Они миновали позиции корпуса Лонгстрита, миновали деревянные укрепления, после чего Такер выехал вперед с белым флагом, Тейлор и Маршалл шли вслед за ним, а Ли следовал позади. Они проехали полмили за линию передовых позиций, когда встретили отряд федералов во главе с подполковником Чарльзом Уиттьером, который передал ещё одно письмо от Гранта. Грант писал, что встреча в 10:00 едва ли имеет смысл, поскольку он не уполномочен вести переговоры о мире. Ли предположил, что Грант хочет ужесточить условия капитуляции, и начал писать ответ. В это время пришло сообщение от Лонгстрита, который сообщал, что его люди нашли дорогу, по которой пехота может выйти из окружения. Ли не стал рассматривать этот вариант и продолжил диктовать Маршаллу письмо Гранту, в котором настаивал на встрече.
Маршалл передал письмо Уиттьеру, и в это самое время началось наступление федеральных стрелковых цепей. Маршалл попросил Уиттьера добиться приостановки боевых действий на время переговоров, и Уиттьер отбыл. В это время пришло сообщение от Фицхью Ли — он передавал, что информация о пути выхода из окружения оказалась ошибочной. Между тем федеральные стрелковые цепи продолжали наступление, и Ли был вынужден вернуться за линии своих позиций. Около 11:00 появился гонец от генерала Мида с письмом, текст которого в настоящее время утрачен. Мид соглашался на перемирие на время переговоров. Тогда Ли снова выехал вперёд за передовые позиции, остановился у яблочного сада и написал Гранту ещё одно письмо.

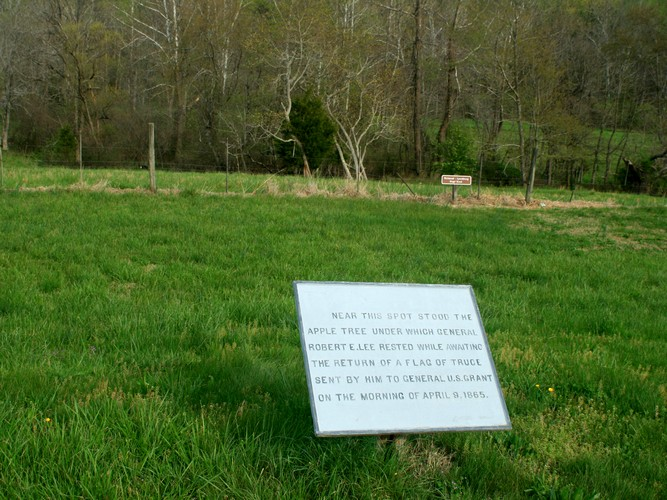
Исторический маркер на месте яблочного дерева

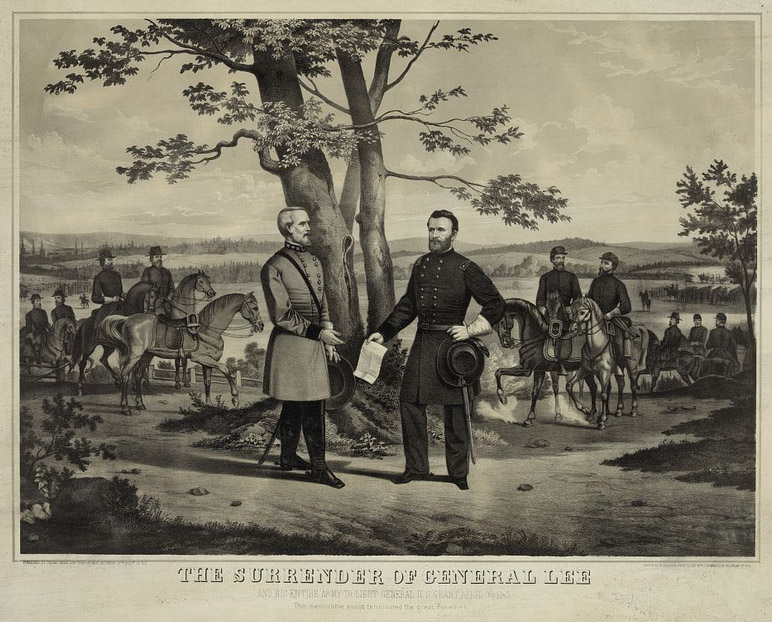
Капитуляции Ли в представлении художника конца XIX века

Он остался под яблоней в ожидании ответа от генерала Гранта. Впоследствии возник миф, согласно которому Ли встретился с Грантом именно под этим деревом. Грант потом писал, что это — выдумка, основанная на плохом знании фактов. «Там был яблочный сад, на той стороне холма, что был занят войсками конфедератов. По диагонали к холму шла дорога, которая в одном месте проходила так близко к одному из деревьев, что колеса повозок обрубили ему корни, образовав небольшую полочку. Генерал Бэбкок из моего штаба сообщил, что впервые встретил Ли, когда тот сидел на этой полочке, упираясь спиной в дерево и вытянув ноги на дорогу. Вот и всё, что связано с тем деревом в этой истории».
Орвилл Бэбкок встретил Ли около яблочного дерева примерно в 12:15. Когда он приближался, Лонгстрит сказал генералу Ли: «Генерал, если они не предложат нам почётных условий, — возвращайтесь и будем драться». Бэбкок передал Ли письмо от Гранта:

Штаб Армии Соединённых Штатов

9 апреля 1865

Генералу Р. Э. Ли,

Командующему армией КШ:
Ваше сегодняшнее сообщение получено только сейчас (11:50). Так как я ехал по дороге Ричмонд-Линчберг на дорогу Фармвилл-Линчберг, то сейчас я пишу это письмо примерно в четырёх милях западнее Уокерс-Чеч и поспешу к фронту для встречи с вами. Сообщите, где именно вы желаете переговорить со мной.
С большим уважением, ваш покорный слуга,

У. С. Грант

генерал-лейтенант,

Оригинальный текст (англ.)– Headquarters Armies of the United States

April 9, 1865 

General R. E. Lee,

Commanding C. S. Army:
Your note of this date is but this moment (11:50 A.M.) received. In consequence of my having passed from the Richmond and Lynchburg road to the Farmville and Lynchburg road I am at this writing about four miles west of Walker's church, and will push forward to the front for the purpose of meeting you. Notice sent on this road where you wish the interview to take place will meet me.
Very respectfully, your obedient servant,

U. S. Grant,

Lieutenant-General
— 9-я глава IV тома биографии генерала Ли (Дуглас С. Фриман)
В прошлых письмах Грант предлагал вариант, согласно которому переговоры будет вести не лично генерал Ли, а уполномоченные офицеры. Ли, однако, решил принять на себя всю ответственность за переговоры. Маршалл впоследствии предполагал, что решение Ли было основано на воспоминаниях об отце, который негативно отозвался о генерале Корнуоллисе, который не присутствовал лично во время капитуляции своей армии при Йорктауне. Так как Грант доверил Ли выбрать место для переговоров, то Ли, Бэбкок и некоторые офицеры отправились в сторону Аппоматтокса, и Ли поручил Маршаллу найти подходящее здание. Маршалл вскоре нашёл дом майора Уилмера Маклина, который и стал местом переговоров. По словам Маршалла, он спросил первого же встречного местного жителя насчёт подходящего дома, и тот показал ему свой собственный дом. Маршалл счёл это здание подходящим и отправил ординарца с поручением привести генерала Ли.
| Дом Маклина в Аппоматтоксе |
| -------------------------- |
|                            |

## Встреча в Аппоматтокс-Кортхаус
Ли подъехал к дому Маклина и в сопровождении Маршалла и Бэбкока вошёл в дом. Он сел к столу у фасадного окна и стал ждать Гранта. Через полчаса, примерно в 13:30, вошёл Грант, а за ним ещё около десятка офицеров. Ли и Грант пожали друг другу руки, и Грант сел у другого стола, а офицеры встали за его спиной. Начались переговоры. После нескольких общих фраз Грант повторил свои условия: «Я предлагаю условия в основном те же, что были в моём последнем письме — все рядовые и офицеры сдаются и условно освобождаются, чтобы более не брать в руки оружия, пока не будут соответствующим образом обменены, а всё оружие, амуниция и боеприпасы достаются нам в качестве трофеев». Ли подтвердил, что его устраивают эти условия. Грант сказал, что эта капитуляция наверняка инициирует общее перемирие, и начал рассуждать о последствиях, но Ли предложил ему первым делом оформить соглашение. Грант взял лист бумаги и быстро написал текст, который передал в руки Ли:

Ген Р. Э. Ли

Ком. К. Ш.А

Ген,

В соответствии с содержанием моего письма от 8-го я предлагаю капитуляцию Северовирджинской армии на следующих условиях:

Необходимо сделать списки рядовых и офицеров в двух экземплярах, выдав одну копию моему офицеру, а другую — офицеру с вашей стороны. Офицеры дают своё личное слово не поднимать оружия против Правительства Соединённых Штатов, и в каждой роте или полку командир подписывает такое же обещание от имени своих людей.

Оружие, артиллерия и общественное имущество надлежит собрать в одном месте и передать офицеру, которого я предоставлю.

Это не касается оружия офицеров, а также их личных лошадей и багажа. После этого всем рядовым и офицерам разрешается вернуться домой без препятствий со стороны властей США до тех пор, пока они соблюдают своё слово и не нарушают действующих законов места проживания.

С большим уважением,

У. С. Грант, Гн-Лт

Оригинальный текст (англ.)– Gen. R. E. Lee.

Comd. C. S. A.

Gen. 

In accordance with the substance of my letter to you of the 8th instant I propose to receive the surrender of the Army of N. Va. on the following terms, to-wit:

Rolls of all the officers and men to be made in duplicate, one copy to be given to an officer designated by me, the other to be retained by such officer or officers as you may designate. The officers to give their individual paroles not to take up arms against the Government of the United States until properly and each company or regimental commander sign a like parole for the men of their command.

The arms, artillery and public property to be parked and stacked and turned over to the officer appointed by me to receive them.

This will not embrace the side arms of the officers, nor their private horses or baggage. This done each officer and man will be allowed to return to their homes not to be disturbed by United States authority so long as they observe their paroles and the laws in force where they may reside.
Very respectfully,
          
U. S. Grant, Lt Gl
— 9-я глава IV тома биографии генерала Ли (Дуглас С. Фриман)

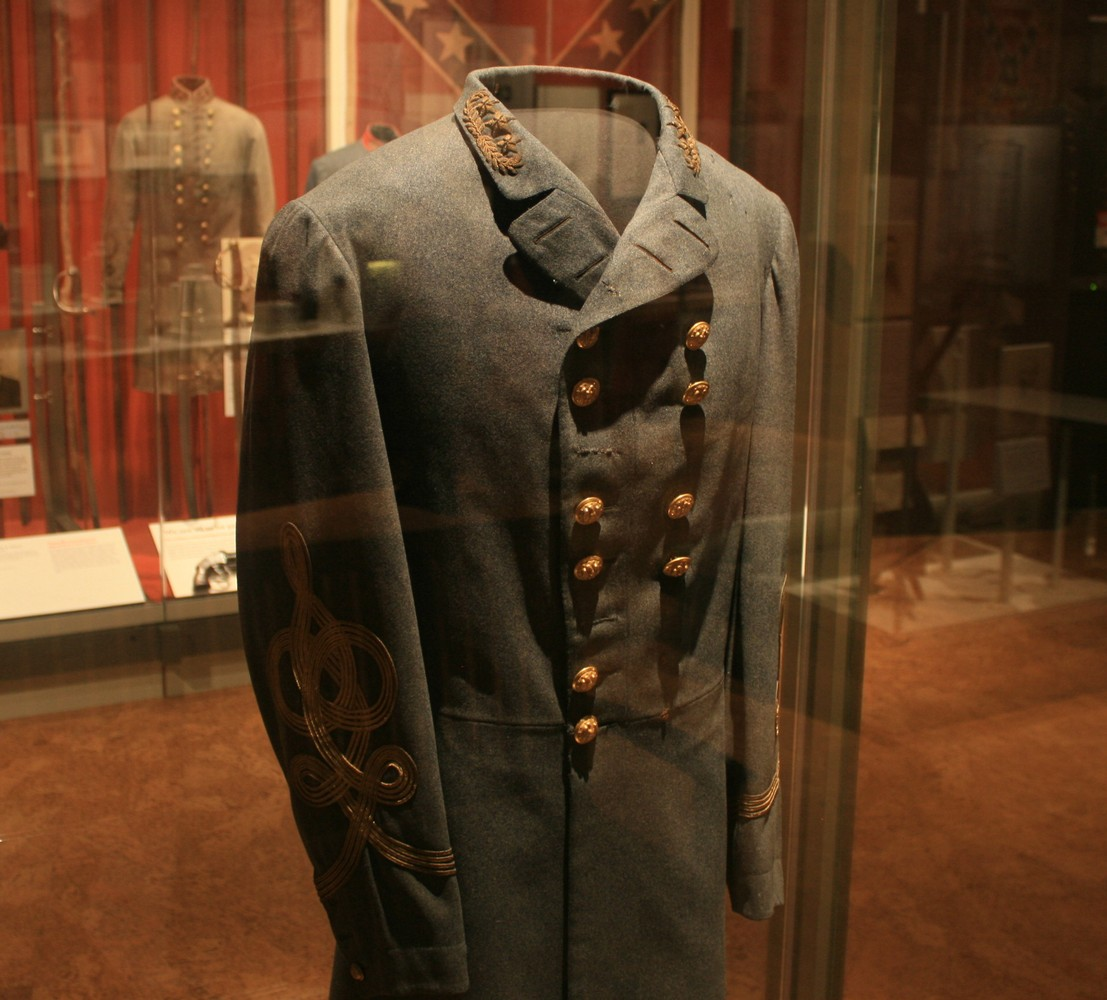
Мундир генерала Ли, который был на нём во время переговоров

Ли сказал, что эти условия произведут хорошее впечатление на армию, однако предложил внести уточнение. Он сказал, что, в отличие от федеральной армии, кавалерия и артиллерия Юга использует частных лошадей, поэтому им стоит разрешить оставить лошадей при себе. Грант ответил, что только офицерам позволено оставить при себе частную собственность. Однако он не захотел, чтобы Ли унижался просьбами по этому вопросу (по мнению Фримана), поэтому сказал, что людям действительно пригодятся их лошади для полевых работ, так что он сделает вот что: условия он менять не будет, но поручит офицерам организовать возврат лошадей.
Впоследствии ходили слухи о том, что во время капитуляции Ли вручил Гранту свою шпагу, а Грант отказался принять её. Грант в мемуарах назвал эти слухи чистой воды фантазией (purest romance). Слово «шпага» или «личное оружие» (side arms), писал он, вообще не упоминалось в разговоре, пока не было упомянуто в акте капитуляции.
Офицерам поручили составить копию текста, и пока это происходило, Грант представил Ли своих офицеров. Ли обменялся парой слов с Сетом Уильямсом, которого помнил по Вест-Пойнту. Он также сказал Гранту, что ему нечем кормить федеральных военнопленных, поэтому он передаст их Гранту, а также и самой армии не хватает продовольствия, и эту проблему надо как-то решать. Грант спросил о численности Северовирджинской армии, на что Ли ответил, что не знает точного количества. Тогда Грант предложил прислать 25 000 рационов. Ли ответил, что этого количества будет достаточно.
Между тем Маршалл закончил черновик ответа для генерала Ли, тот внёс некоторые правки, и Маршалл переписал его набело:

Ген. Лейт У. С. Гранту

Командующему армией США

Генерал: я получил ваше сегодняшнее письмо, содержащее предложенные вами условия капитуляции Северовирджинской армии. Так как они в сущности те же, что были изложены в вашем письме 8-го числа, то они приняты. Я поручу соответствующим офицерам выполнение этих условий.

С большим уважением, ваш покорный слуга

Оригинальный текст (англ.)– Lieut-Gen. U. S. Grant, 

Commanding Armies of the United States. 

General: I have received your letter of this date containing the terms of surrender of the Army of Northern Virginia as proposed by you. As they are substantially the same as those expressed in your letter of the 8th instant, they are accepted. I will proceed to designate the proper officers to carry the stipulations into effect.
          
Very respectfully, your obedient servant
— 9-я глава IV тома биографии генерала Ли (Дуглас С. Фриман)
Ли подписал документ, Маршалл поставил печать и передал его Паркеру. Произошёл обмен письмами, и капитуляция состоялась. Было 15:45. Некоторое время прошло в разговорах на вторичные темы: Ли попросил уведомить Мида о капитуляции, чтобы избежать ненужных инцидентов, а также попросил принять меры к тому, чтобы армии временно не общались друг с другом. После этого оба генерала встали, пожали друг другу руки, и Ли первым вышел на крыльцо. Грант вышел вслед за ним. Они приподняли шляпы на прощание, и Ли отправился в лагерь, чтобы сделать то, что, по словам Фримана, было труднее, чем разговаривать с Грантом, — сообщить своим людям новости о капитуляции.
После того, как Ли покинул дом Маклина, примерно в 16:30, Грант отправил телеграмму в Вашингтон:

Штаб в Аппоматтоксе, Вирджиния

9 апреля 1865 16:30

Е. М. Стентону

Военному секретарю в Вашингтон

Генерал Ли сегодня днём подписал капитуляцию Северовирджинской армии на предложенных мной условиях. Подробности переговоров — в приложенной корреспонденции.

У. С. Грант

Генерал-лейтенант

Оригинальный текст (англ.)– HEADQUARTERS APPOMATTOX C. H., VA., 

April 9th, 1865, 4.30 P.M.
 
HON. E. M. STANTON,

Secretary of War, Washington.

General Lee surrendered the Army of Northern Virginia this afternoon on terms proposed by myself. The accompanying additional correspondence will show the conditions fully.

U. S. GRANT
          
Lieut.-General.
— U. S. Grant, Personal Memoirs, LXVII
В тот же вечер в лагерь Северовирджинской армии было доставлено продовольствие. Джошуа Чемберлен потом вспоминал, что вечером к ним пришёл Лонгстрит со словами: «Джентльмены! Буду краток. Мы тут все голодаем. Бога ради, не могли бы вы прислать нам что-нибудь?» Запрошенная провизия была отправлена, несмотря на скудость федеральных припасов. Часть этой провизии была ранее захвачена Шериданом вместе с обозами южан.

## Капитуляция армии

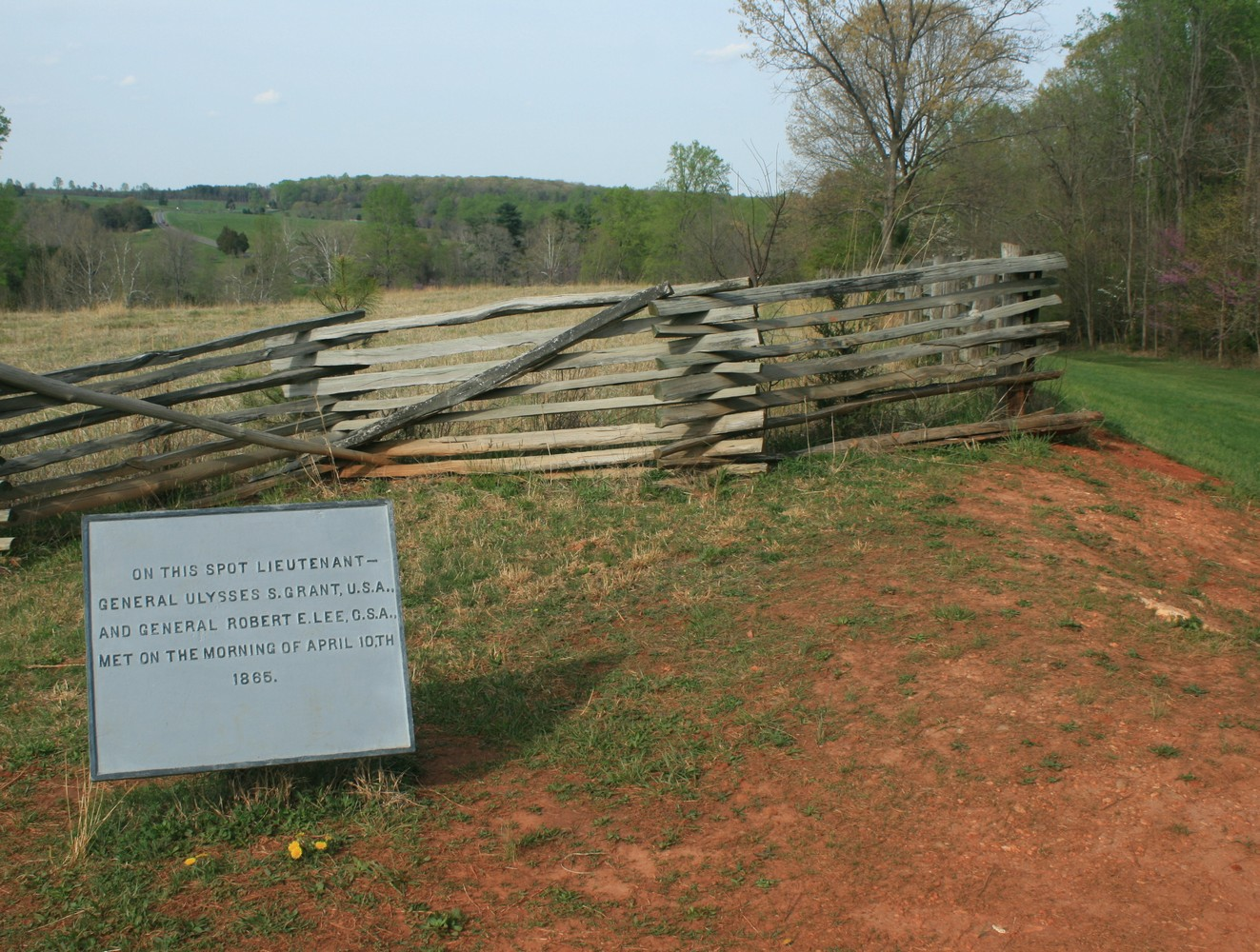
Место, где Ли встречался с Грантом утром 10 апреля

Утром 10 апреля Ли попросил своих генералов составить рапорты о событиях последних дней, чтобы на основании этих рапортов он мог составить свой рапорт президенту Дэвису. Около 10:00 Ли также попросил Маршалла оформить финальное обращение к армии. Вскоре пришло известие, что генерал Грант хотел встретиться с Ли, но пикеты южан не пропустили его, следуя приказу Лонгстрита не допускать никакого общения между армиями. Ли сразу же отправился верхом на Бродяге на встречу с Грантом. Он нашёл генерала на холмике по правую сторону Линчбергской дороги. Грант сказал Ли, что было бы очень хорошо, если бы остальные армии Конфедерации тоже сдались. Ли ответил, что федеральной армии будет непросто этого добиться, но Юг действительно долго сопротивляться не сможет. Грант сказал, что Ли пользуется большим авторитетом на Юге и если Ли посоветует другим армиям сдаться, то те, возможно, так и сделают. Ли ответил, что он не уполномочен делать такие обращения без уведомления президента, и Грант более не настаивал на этом. После этого генералы Шеридан, Ингаллс и Сет Уильямс попросили разрешения Ли на посещение его лагеря, чтобы найти своих друзей, и Ли дал согласие. На этом встреча завершилась. Длилась она около получаса.
На этой же встрече Ли попросил Гранта выдать каждому сдавшемуся южанину специальный документ, который подтверждал бы, что этот человек относится к числу сдавшихся. Предположительно, Ли таким образом старался защитить своих людей от возможного преследования со стороны победителей. Грант согласился на это условие. Историк Элизабет Варон полагает, что он увидел в этом способ интегрировать южан обратно в социальную жизнь общества: удостоверение гарантировало сдавшимся безопасность до тех пор, пока они не нарушают закон.
На встрече также было решено собрать комиссию, которая бы оформила детали капитуляции и организовала печать пропусков. Для этого было решено выделить по три офицера с каждой стороны. Это были Джон Гиббон, Уэсли Мерритт и Чарльз Гриффин со стороны Гранта и Джеймс Лонгстрит, Джон Гордон и Уильям Пендлетон со стороны Ли. Эта комиссия решила собраться в Кловер-Хилл-Таверн, но это здание оказалось скорее амбаром, чем жилым домом, поэтому офицеры переместились в тот самый дом Маклина, где была подписана капитуляция. «Члены комиссии… выбрали комнату в доме Маклина, — вспоминал потом Лонгстрит, — путь туда вёл через комнату, которую занимал штаб Гранта. Когда я проходил через эту комнату в качестве члена комиссии, Грант посмотрел в мою сторону, узнал меня, встал и с добродушием, как в старые добрые времена, протянул мне руку и после пары фраз предложил мне сигару, которая была с благодарностью принята».

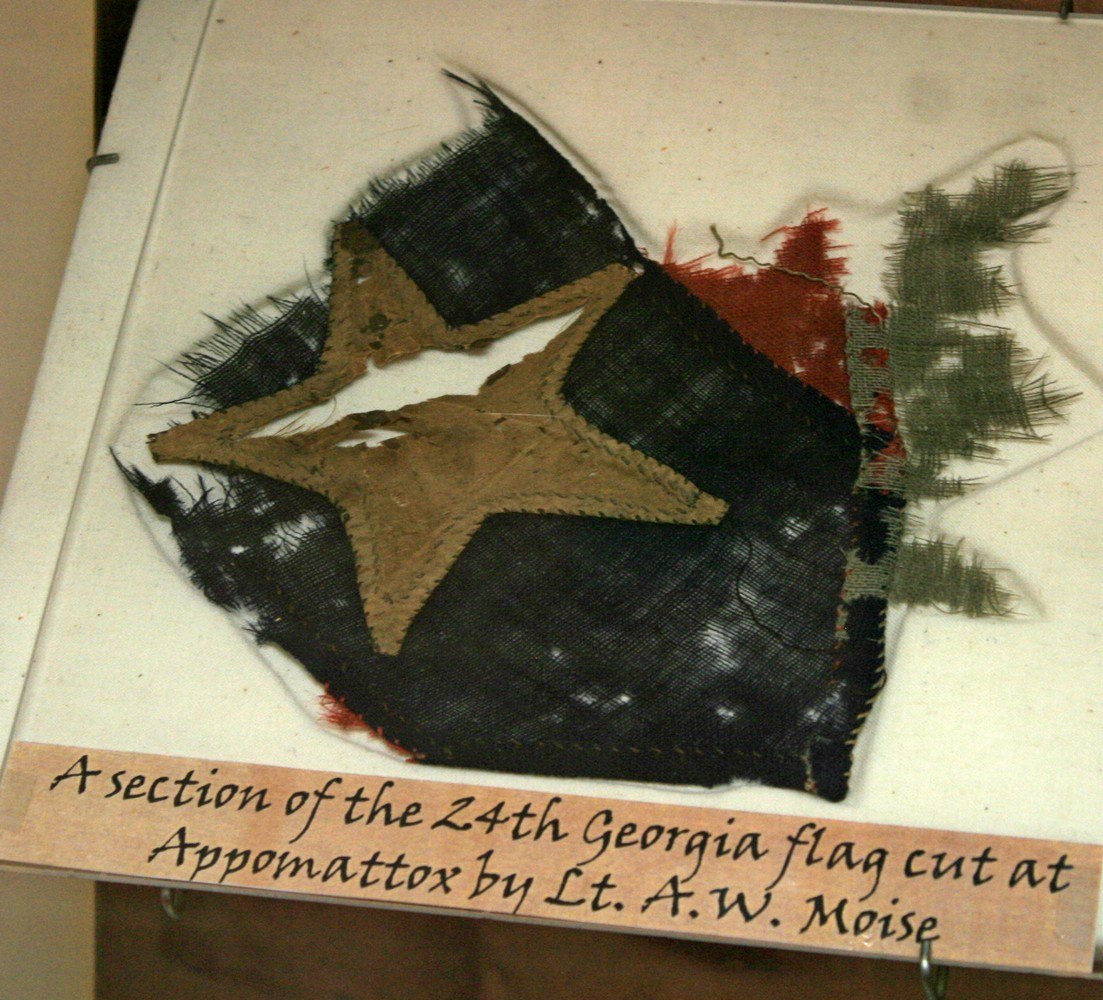
Кусок флага 24-го джорджианского полка, разодранного на части во время капитуляции

На этой встрече была оговорена церемония формальной капитуляции. Кавалерия Юга должна сдаться 10 апреля, артиллерия 11 апреля, а пехота — 12 апреля. Сдающиеся должны сдать всё своё оружие, но могут оставить себе офицерские сабли, лошадей и иное личное имущество. Капитуляция распространялась на всех военных Юга в радиусе 20 миль от Аппоматтокса. Чемберлен вспоминал, что южане просили разрешения просто оставить всё в лагере, чтобы федералы просто пришли и забрали оружие сами, но Грант решил, что такая капитуляция будет проявлением неуважения к обеим сторонам.
В тот же день прошла капитуляция кавалерии, хотя об этом очень мало известно. Часть кавалеристов Юга успела скрыться, поэтому только 1559 человек под командованием полковника Александра Хаскелла сдалась. Генерал Рэналд Маккензи принял капитуляцию кавалерии на дороге к северу от Аппоматтокса.
На следующий день, 11 апреля, прошла формальная капитуляция артиллерии. Она прошла гораздо проще: требовалось только отцепить орудия от лошадей и оставить артиллерию на своём месте. Фактически кони Северовирджинской армии были так истощены, что всё равно были не в состоянии увезти орудия куда-либо. Капитуляция артиллерии проходила под наблюдением частей дивизии Джона Тёрнера и дивизии Джозефа Барлетта. Всего было сдано 61 орудие. Ещё некоторое количество было потом найдено в лагерях. Некоторые артиллеристы сумели увезти свои орудия из лагеря и уничтожить.
Самая же главная часть церемонии и самая символичная — капитуляция пехоты — произошла 12 апреля, ровно через 4 года после первого выстрела у форта Самтер. Предыдущие три дня федеральные служащие работали без отдыха, печатая в здании Кловер-Хилл-Таверн бланки для удостоверений условно освобождённых. Работая портативными переносными прессами, они напечатали 28 231 бланк. Это удостоверение, подтверждавшее, что его предъявитель является сдавшимся лицом, давало право пользоваться армейскими рационами и военным транспортом для попадания домой. Сам документ казался неким аналогом амнистии, и его выдача произвела настолько сильное впечатление на южан, что некоторые части, избежавшие капитуляции, вернулись к Аппоматтоксу и сдались — например, Фицхью Ли вернулся в Аппоматтокс 11 апреля и сдался Гиббону, своему бывшему учителю в Вест-Пойнте.
Примером практической пользы от такого документа стал случай с бригадным генералом Генри Уайзом: на пути из Аппоматтокса в Норфолк Уайз встретил федерального кавалериста, который попытался конфисковать его лошадь. Уайз предъявил удостоверение освобождённого и заявил, что имеет охранную грамоту от генерала Гранта и находится под его защитой. Федеральный кавалерист отступил.

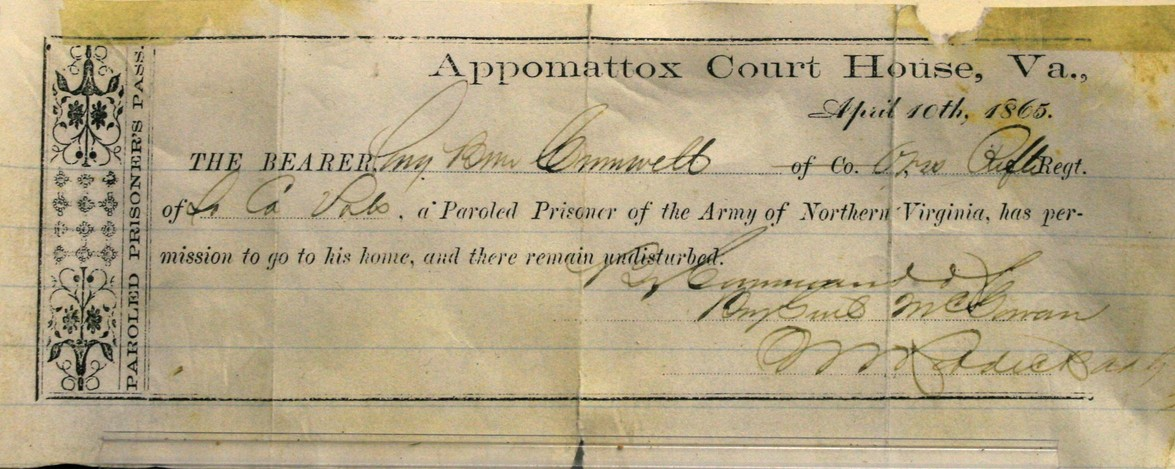
Удостоверение условно освобождённого, выданное при Аппоматтоксе северокаролинскому хирургу Бенжамену Кромвеллу

Для принятия капитуляции была выбрана 1-я дивизия V корпуса Потомакской армии, которой командовал бригадный генерал Джошуа Чемберлен. В 9:00 она построилась в черте Аппоматтокса вдоль дороги Стаж-Роуд, и колонна армии Конфедерации с генералом Джоном Гордоном во главе прошла мимо них. Чемберлен приказал солдатам взять ружья в положение «салют», и Гордон приказал ответить таким же приветствием. Пройдя мимо Чемберлена, южане сложили свои ружья на землю, положили рядом патроны и там же положили свои свёрнутые знамёна. Офицеры отдавали команду: «Стой! Сложить оружие! Отстегнуть патронные сумки! Направо, марш!» Церемония закончилась в 15:00 и прошла без инцидентов, хотя один южнокаролинец потом признавался, что желал им всем «оказаться в нехорошем месте».
Джеймс Лонгстрит приводит следующую статистику сдавшихся:
| Генерал Ли и его штаб   | 15     |
| Корпус Лонгстрита       | 14 833 |
| Корпус Гордона          | 7200   |
| Корпус Юэлла            | 287    |
| Кавалерийский корпус    | 1786   |
| Артиллерия              | 2586   |
| Приданные подразделения | 1649   |
| Всего                   | 28 356 |

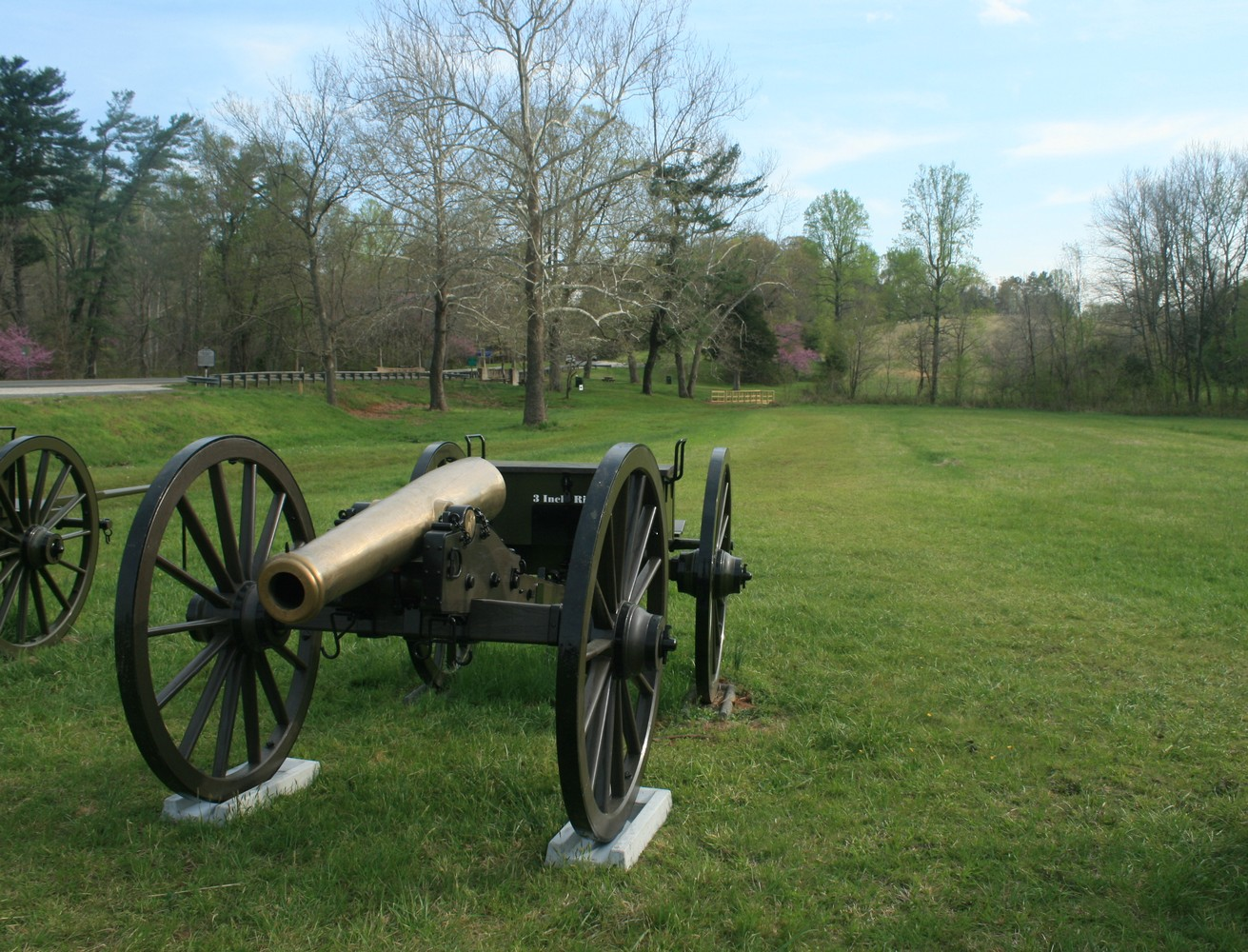
Место капитуляции артиллерии
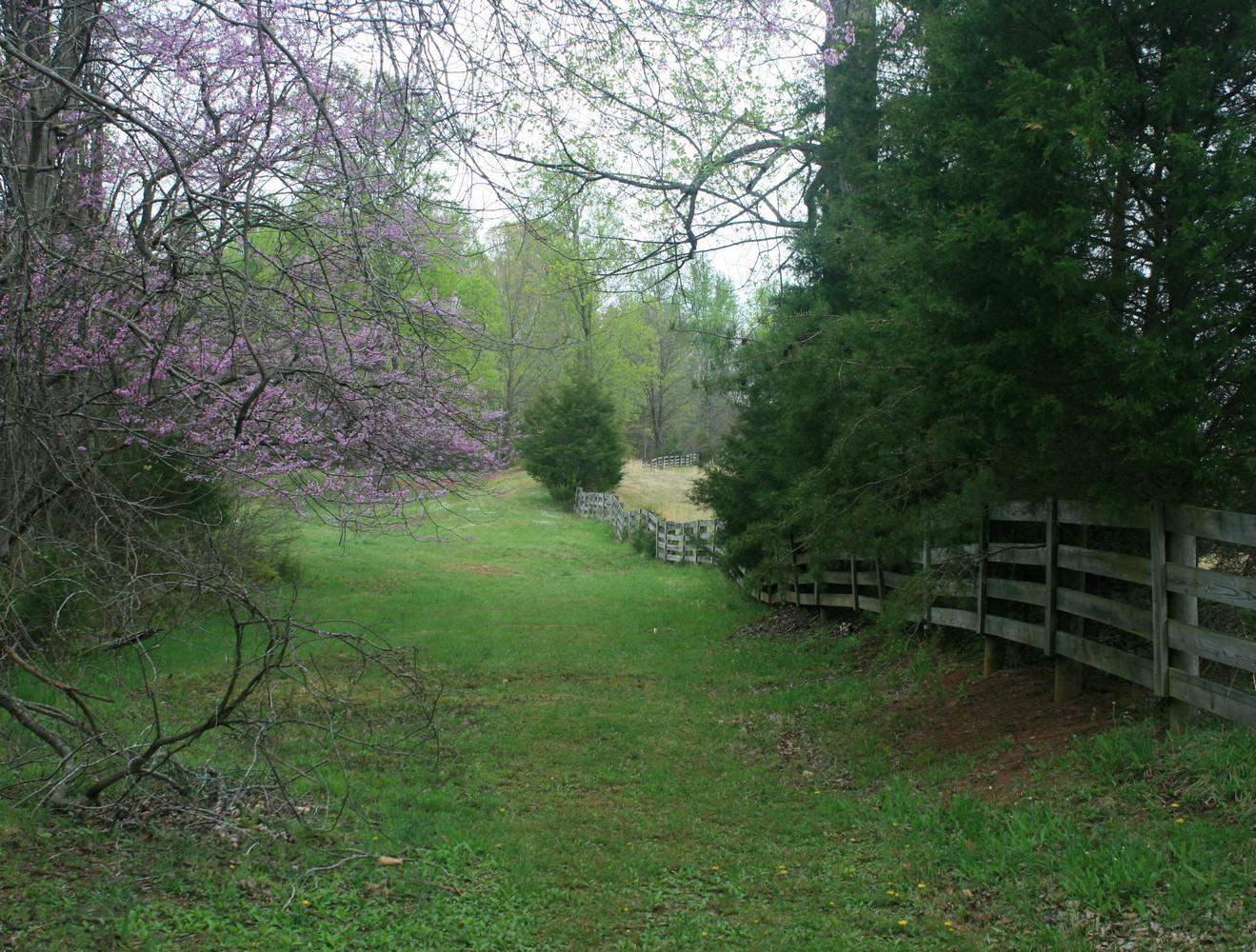
Линчбергская дорога, по которой 12 апреля армия Юга шла к месту капитуляции
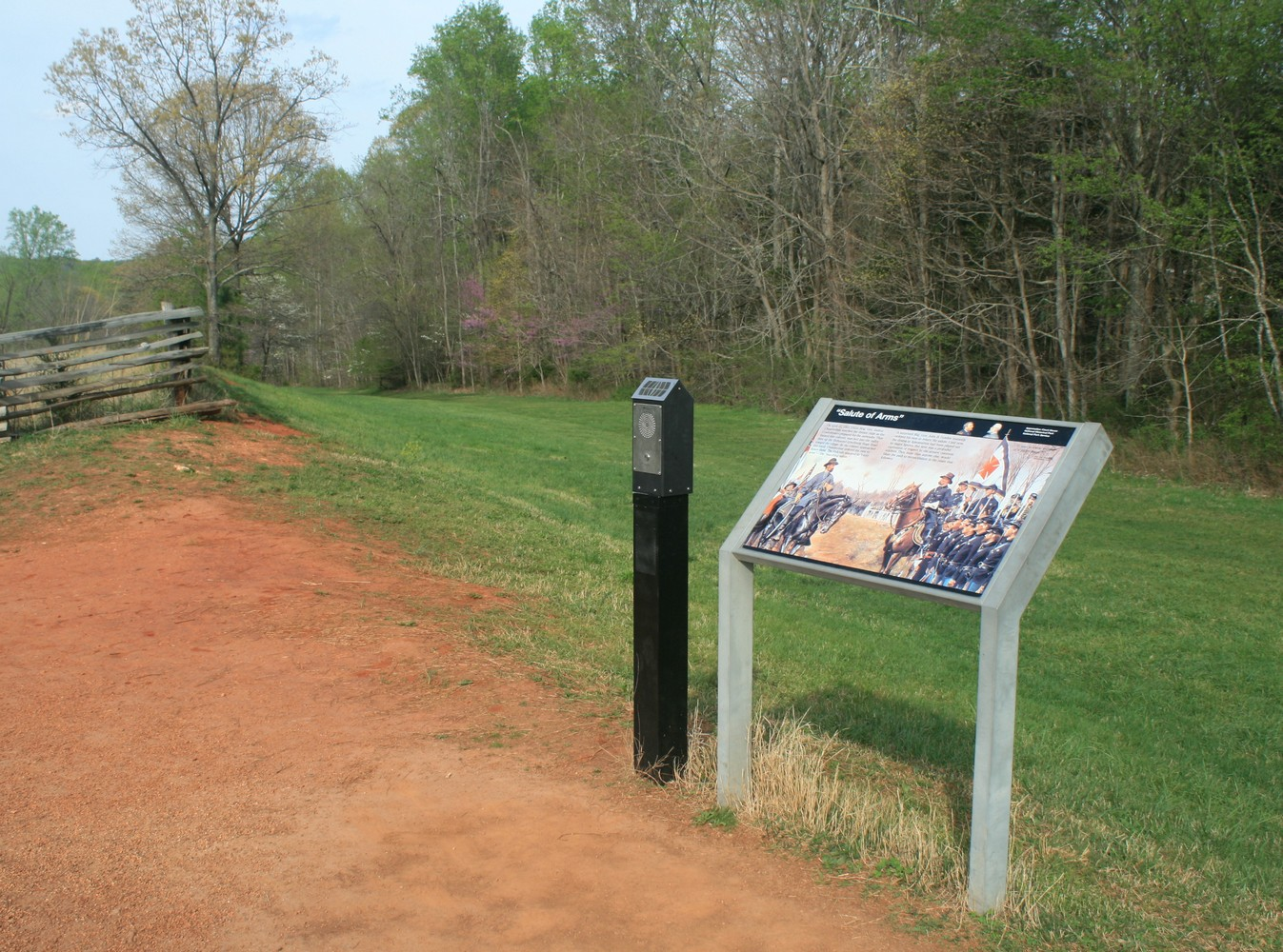
Место, где Чемберлен встречал армию Юга
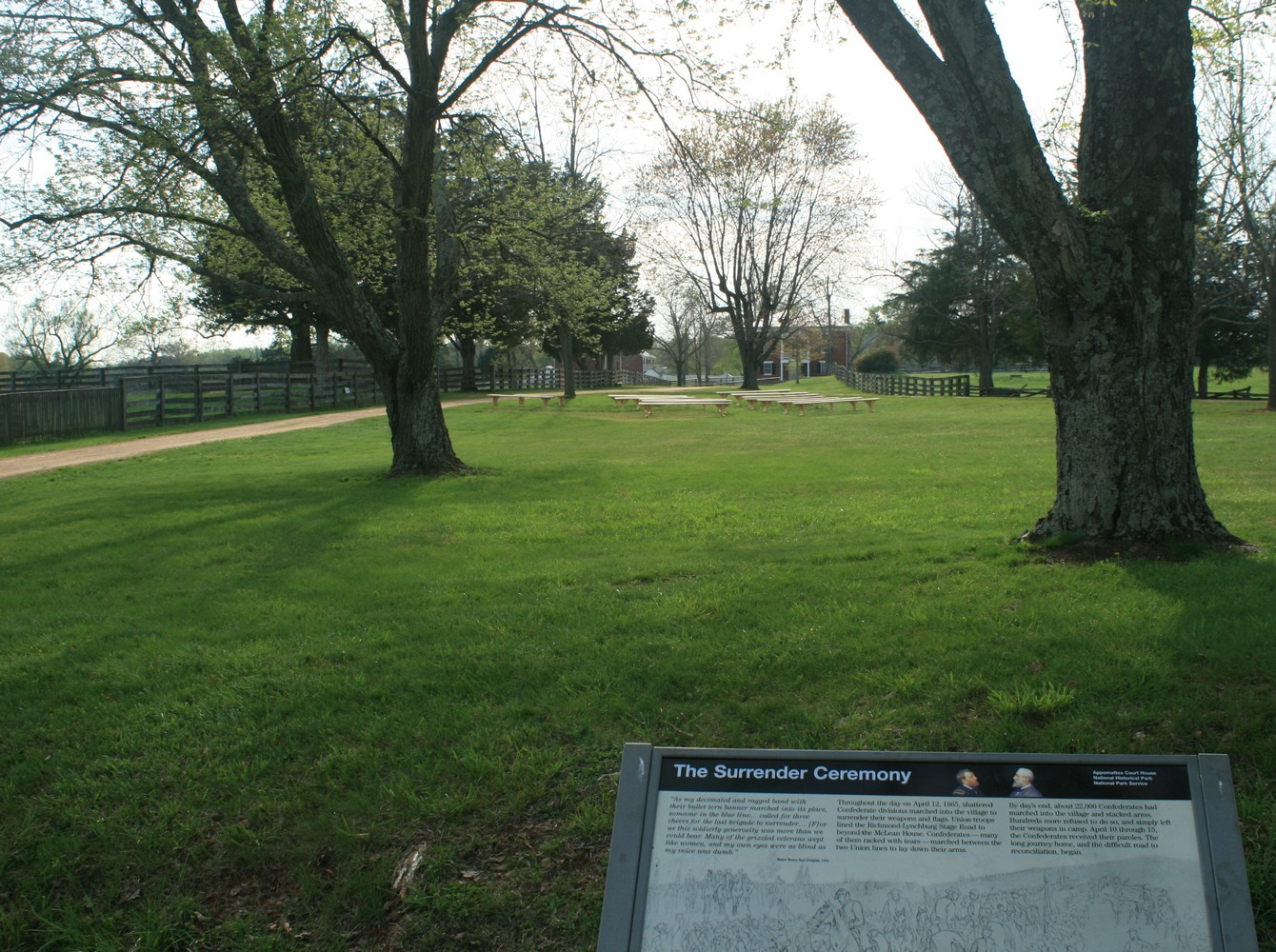
Место, где южане сложили оружие

## Последствия
10 апреля после второй встречи с Грантом Роберт Ли вернулся в лагерь, где составил прощальное обращение к Северовирджинской армии. На следующий день, 11 апреля, он начал получать от офицеров рапорты, а после их изучения составил свой собственный рапорт для президента. Он подробно описал все события от прибытия армии в Амелия-Кортхауз до капитуляции и объяснил причины капитуляции. Он написал, что принял условия Гранта, потому что счёл этот ход «наилучшим в сложившейся ситуации. Утром 9-го, судя по рапортам офицеров, у нас имелось всего 7892 человека организованной пехоты с оружием и с примерно 75 патронами на человека. Артиллерия сократилась до 63 стволов с 93 выстрелами на орудие». 12 апреля утром рапорт был закончен и подписан. Ли мог отправиться домой уже 10 апреля, но он остался в лагере до 12-го, предположительно для того, чтобы не покидать своих людей в унизительный день капитуляции. Он не видел самой церемонии, которая прошла вне зоны видимости его лагеря, но свернул лагерь только после её окончания. Взяв с собой несколько штабных офицеров, он отправился в Ричмонд.
Грант после второй встречи с Ли вернулся в дом Маклина, провёл там около часа, после чего сел на коня и отправился в Вашингтон.
15 июня последние солдаты Северовирджинской армии получили свои удостоверения и разошлись по домам. Чемберлен писал, что никогда не забудет то утро: «...поодиночке или группами, они уходили, каждый к своему дому, и к полуночи мы остались в Аппоматтоксе совсем одни, в грусти и одиночестве».
Генерал Хорас Портер потом вспоминал, что сразу после капитуляции началась охота за сувенирами в доме Маклина. Генерал Шеридан заплатил 20 долларов золотом за стол, на котором Грант подписывал капитуляцию, а генерал Орд заплатил 40$ за тот стол, за которым сидел Ли. Генерал Шарп отдал 10$ за пару бронзовых подсвечников, полковник Шеридан заполучил подставку под чернильницу, генерал Кейпхарт взял стул Гранта, а капитан О'Фаррелл получил стул генерала Ли. В комнате так же имелась детская кукла, которую офицеры назвали «молчаливым свидетелем», — её взял полковник Мур из Штаба Шеридана и передал своему сыну.
Капитуляция Северовирджинской армии не стала концом войны. Армия Джозефа Джонстона сражалась в Северной Каролине до 26 апреля, а некоторые другие подразделения продолжали сопротивляться до 2 июня, когда сдалось последнее — Трансмиссисипский департамент. Конфликт был окончательно прекращён только 20 августа 1866 года, когда президент издал прокламацию «Proclamation 157 — Declaring that Peace, Order, Tranquillity, and Civil Authority Now Exists in and Throughout the Whole of the United States of America». Хотя капитуляция Северовирджинской армии не привела к окончанию боевых действий, тем не менее, с течением времени именно капитуляция при Аппоматтоксе стала восприниматься как символический конец Гражданской войны. Стало общепринятым датировать начало войны сражением за форт Самтер, а конец — капитуляцией Северовирджинской армии. В 1892 году комиссия, уполномоченная выбрать символическую дату для праздника Гражданской войны остановила свой выбор на трёх событиях: дне рождения Линкольна, дне издания Прокламации об освобождении рабов и дне капитуляции.

## В культуре

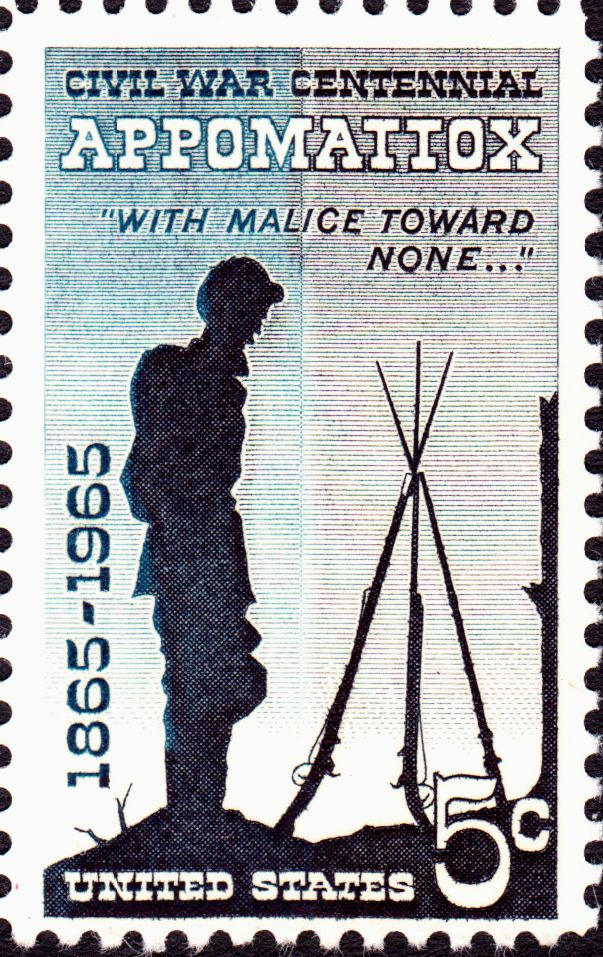
Почтовая марка, выпущенная к столетию капитуляции

- В 1934 году американский писатель Скотт Фицджеральд (отец которого в годы войны симпатизировал Югу) опубликовал шуточную заметку «Подлинная история Аппоматтокса», согласно которой «миллионная армия» Гранта собиралась сдаваться генералу Ли и лишь по недоразумению получилось наоборот[28].
- Сцена капитуляции присутствует в 22 эпизоде сериала «Твин Пикс». Персонаж сериала, бизнесмен Бен Хорн[англ.] помешан на идее победы Юга над Севером в Гражданской войне, и его врач устраивает инсценировку переговоров в Аппоматтоксе, где Бен Хорн от лица генерала Ли принимает капитуляцию армии генерала Гранта[29].

| Рукопожатие двух великих полководцев и прощание генерала Ли с ветеранами в произведениях изобразительного искусства |
| --- |
| |